# Christopher (Illinois)
Christopher és una població dels Estats Units a l'estat d'Illinois. Segons el cens del 2000 tenia 2.836 habitants.

## Demografia
Segons el cens del 2000, Christopher tenia 2.836 habitants, 1.297 habitatges, i 814 famílies. La densitat de població era de 776,6 habitants/km².
Dels 1.297 habitatges en un 25,3% hi vivien nens de menys de 18 anys, en un 46,6% hi vivien parelles casades, en un 11,5% dones solteres, i en un 37,2% no eren unitats familiars. En el 34,5% dels habitatges hi vivien persones soles el 19,8% de les quals corresponia a persones de 65 anys o més que vivien soles. El nombre mitjà de persones vivint en cada habitatge era de 2,19 i el nombre mitjà de persones que vivien en cada família era de 2,79.
Per edats la població es repartia de la següent manera: un 21,8% tenia menys de 18 anys, un 8,2% entre 18 i 24, un 24,2% entre 25 i 44, un 24,3% de 45 a 60 i un 21,5% 65 anys o més.
L'edat mediana era de 42 anys. Per cada 100 dones de 18 o més anys hi havia 85,3 homes.
La renda mediana per habitatge era de 25.045 $ i la renda mediana per família de 34.342 $. Els homes tenien una renda mediana de 30.222 $ mentre que les dones 18.458 $. La renda per capita de la població era de 15.141 $. Aproximadament el 14,3% de les famílies i el 19,8% de la població estaven per davall del llindar de pobresa.

## Poblacions més properes
El següent diagrama mostra les poblacions més properes.